# Maria, figlia del suo figlio
Maria, figlia del suo figlio è una miniserie televisiva italiana del 2000 diretta da Fabrizio Costa, incentrata sulla vita di Maria, madre di Gesù.

## Produzione
La miniserie, prodotta da Goffredo Lombardo per Titanus in collaborazione con Telepiù e Mediatrade, presenta un cast internazionale che comprende l'israeliana Yael Abecassis, l'australiano Nicholas Rogers e gli spagnoli Nancho Novo e Ángela Molina. Maria, figlia del suo figlio rientra in un progetto di fiction basate sui personaggi che vissero accanto a Gesù, di cui fanno parte anche Giuseppe di Nazareth, Maria Maddalena, Giuda e Tommaso.

## Accoglienza
Il primo episodio, trasmesso lunedì 18 dicembre 2000 in prima serata su Canale 5, fu visto da 5.634.000 telespettatori, con uno share del 20.65%. Il secondo e ultimo episodio, trasmesso mercoledì 20 dicembre 2000, vinse gli ascolti della prima serata, con uno share del 23.43% e 6.001.000 spettatori.